# Val Mulix

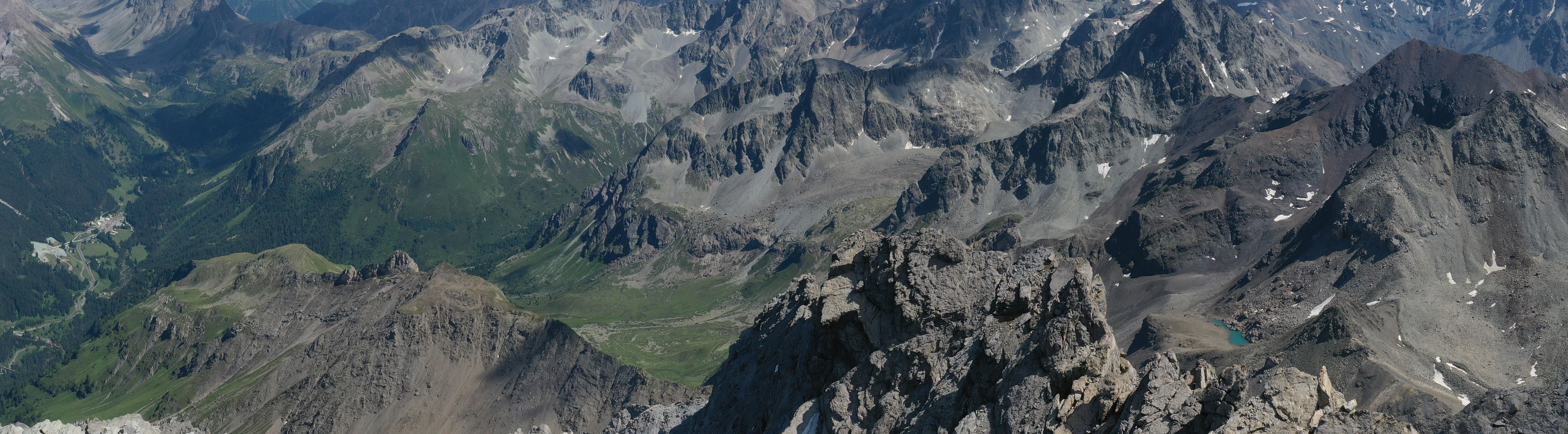
Das Val Mulix bei Preda mit dem Piz Mulix (oberhalb der Bildmitte), dem Val Tschitta und den Tschimas da Tschitta vom Piz Ela aus fotografiert

Das Val Mulix ⓘ ist ein Tal im Schweizer Kanton Graubünden.
Das in der Gemeinde Bergün Filisur liegende Tal ist das oberste linksseitige Nebental des Albulatals. Es steigt von der Maiensäss Naz (1747 m ü. M.) entlang des Bachs La Rabgiugsa bis zur Alp Mulix (2001 m) auf einer Länge von 1,5 km nach Südwesten an und gabelt sich hier in das Val Tschitta nach Westen zur Fuorcla da Tschitta und nach Süden in das von der Ava da Mulix durchflossene Haupttal zu den beiden Fuorcla Mulix.